# Elisabet Björklund
Wendela Lydia Elisabet Björklund, född 18 januari 1889 i Ljusdal, död 27 juli 1946 i Stockholm, var en svensk författare, översättare och sångtextförfattare. 
Hon skrev ett antal barnböcker under pseudonymerna Beth Birkehain och Greta Stubbe, samt en diktsamling under pseudonymen Eva Wessel. Hon är dock mest känd för vistexten till "Land, du välsignade", som bland annat figurerat i minst tre svenska långfilmer.